# 毛喜
毛喜（もう き、516年 - 587年）は、南朝梁から陳にかけての官僚。字は伯武。本貫は滎陽郡陽武県。

## 経歴
梁の尚書比部侍郎・中権司馬の毛棲忠と庾氏のあいだの子として生まれた。若くして学問を好み、草書や隷書を得意とした。梁の西昌侯蕭淵藻の下で中衛行参軍を初任とし、ほどなく記室参軍に転じた。
毛喜は陳霸先と知己であり、陳霸先が京口に駐屯すると、毛喜と陳頊に命じて江陵に赴かせた。陳霸先は甥の陳頊に「おまえは西朝（江陵）に着いたら、何事にも毛喜と相談するように」と言い含めていた。毛喜と陳頊は江陵で元帝に拝謁すると、陳頊は領直となり、毛喜は尚書功論侍郎となった。承聖3年（554年）、西魏の攻撃により江陵が陥落すると、毛喜は陳頊とともに関中に連行された。
永定3年（559年）、陳の文帝が即位すると、毛喜は北周より帰国し、陳と北周との和平策を推進した。陳の朝廷は周弘正らを北周への使節として派遣した。陳頊が帰国するにあたって、毛喜は郢州で出迎えた。毛喜は陳頊の家族の身柄返還を求めるため関中に派遣された。北周の冢宰の宇文護は毛喜の手を取って、「両国がよしみを結ぶことができたのは、卿のおかげである」と言った。毛喜は陳頊の妃の柳敬言と子の陳叔宝を連れて帰国した。
天嘉3年（562年）、建康に到着すると、陳頊はときに驃騎将軍となっていたため、毛喜はその下で驃騎府諮議参軍となり、中記室を兼ねた。驃騎府の文章や記録は、すべて毛喜の筆によるものであった。
文帝はかつて弟の陳頊に「わたしの子どもたちはみな『伯』を名としている。おまえの子どもたちは『叔』を称したらいい」と言った。陳頊が毛喜を訪れてこのことを語ると、毛喜は即座に古の賢者である杜叔英や虞叔卿ら20人あまりの名を挙げて文帝に申し上げたので、文帝は毛喜を褒めた。
天康元年（566年）、文帝が崩御すると、後継者の廃帝が幼弱であったため、陳頊が録尚書事として輔政にあたった。僕射の到仲挙らは陳頊を政権から排除しようと、皇太后の命令といつわって陳頊を東府城に移させようとした。当時の人々は疑い恐れて、あえて陳頊に助言する者もなかった。毛喜はすぐさま陳頊のもとに駆けつけ、これは皇太后の意志ではないと断言した。
右衛将軍の韓子高は到仲挙と謀を通じていたが、反乱は未発であった。毛喜は「人馬を選んで韓子高に配属させ、鉄と炭を与えて武具を修理させましょう」と陳頊に願い出た。陳頊は驚いて「韓子高は反乱を計画しており、すぐにも捕らえて収監したいと思っているのに、どうしてそのようなことをするのか」と訊ねた。毛喜は「韓子高は先帝の委嘱を受けて、従順な人物とみられていますが、一方で軽はずみで狭量な人物です。誘いをかければ、疑いを解くでしょうから、かれを図るのは1壮士の力のみで済みます」と答えた。陳頊は深く肯いて、毛喜の計略を実行した。
太建元年（569年）、宣帝（陳頊）が即位すると、毛喜は給事黄門侍郎に任じられ、中書舎人を兼ね、軍事や国事の機密をつかさどった。宣帝は北伐を議論しようと、毛喜に命じて軍制を選定させ、13条を定めて天下に頒布させた。ほどなく毛喜は太子右衛率・右衛将軍に転じた。以定策功、東昌県侯に封じられた。さらに本官のまま江夏・武陵・桂陽の3王府の国事を代行した。太建3年（571年）、母が死去したため、毛喜は職を去って喪に服した。宣帝は毛喜の母の庾氏に東昌国太夫人の位を追贈した。さらに員外散騎常侍の杜緬を派遣してその墓田の図を描かせ、宣帝自らが杜緬の図をもとに指示するという、尊重ぶりであった。ほどなく毛喜は右衛将軍・中書舎人のまま明威将軍として起用された。宣遠将軍・義興郡太守に任じられた。ほどなく入朝して宣遠将軍のまま御史中丞となった。喪が明けると、散騎常侍・五兵尚書の任を加えられ、人材任用の事務を管掌した。
太建5年（573年）、呉明徹を主将とする陳軍が北伐し、北斉軍を撃破して淮南の地を奪取すると、毛喜は辺境安定の術策を上奏して、宣帝に聞き入れられ、即日施行された。宣帝はさらに河南への北伐を企図して、毛喜に諮問したが、毛喜は北周との和約を復活させ、兵を休養させて時機を待つよう回答した。宣帝は毛喜の和平休養策を聞き入れなかった。太建10年（578年）、呉明徹が北周に捕らえられると、宣帝は毛喜の言に従わなかったことを後悔した。
太建12年（580年）、侍中の任を加えられた。太建13年（581年）、散騎常侍・丹陽尹となった。散騎常侍のまま吏部尚書に転じた。太建14年（582年）、宣帝が崩御し、陳叔陵が乱を起こすと、後主（陳叔宝）は中庶子の陸瓊に命じて宣旨を発し、南北の諸軍をともに毛喜の処分に委ねさせた。陳叔陵の乱が平定されると、毛喜は再び侍中の任を加えられた。至徳元年（583年）、信威将軍・永嘉郡内史に任じられた。
ときに豊州刺史の章大宝が挙兵して反乱を起こした。永嘉郡と豊州は近接していたが、永嘉郡の防備が薄い状態にあったため、毛喜は城壁や堀を改修し、兵器類を整備した。さらに部下の松陽県令の周磻に1000の兵を与えて建安へ援軍に向かわせた。反乱が鎮圧されると、毛喜は南安郡内史に任じられた。禎明元年（587年）、召還されて光禄大夫となり、左驍騎将軍の号を受けた。毛喜は南安郡において善政をおこない、離任にあたっては、かれを追い送る者が数百里に及んだという。この年のうちに道中で病死した。享年は72。文集10巻があった。
子の毛処沖が後を嗣ぎ、官は儀同従事中郎・中書侍郎に昇った。

## 伝記資料
- 『陳書』巻29 列伝第23
- 『南史』巻68 列伝第58